# Pierre Frédéric Sarrus
Pierre Frédéric Sarrus (n. 10 martie 1798, La Montagne-sur-Sorgue, Midi-Pyrénées, Franța – d. 20 noiembrie 1861, Saint-Affrique, Midi-Pyrénées, Franța) a fost un matematician francez.
Sarrus a fost profesor la Universitatea din Strasbourg, Franța (1826-1856) și membru al Academiei Franceze de Științe din Paris (1842). Este autorul mai multor tratate și descoperitorul unei reguli matematice, care îi poartă numele, cu ajutorul căreia se poate calcula determinantul unei matrici pătratice de gradul 3.